# پایگاه هوایی مونگالالو تروسکات
پایگاه هوایی مونگالالو تروسکات (به انگلیسی: Mungalalu Truscott Airbase) یک فرودگاه همگانی با کد یاتا Unknown است که یک باند فرود آسفالت دارد و طول باند آن ۱۷۲۰ متر است. این فرودگاه در کشور استرالیا قرار دارد و در ارتفاع ۵۵ متری از سطح دریا واقع شده‌است.